# Everyday Life
Everyday Life é o oitavo álbum de estúdio da banda britânica de rock alternativo Coldplay. Foi lançado em 22 de novembro de 2019 pela Parlophone no Reino Unido e pela Atlantic Records nos Estados Unidos. É um álbum duplo (lançado como um único CD), com o primeiro lado intitulado Sunrise e o segundo Sunset. O lançamento coincidiu com "Coldplay: Everyday Life - Live in Jordan", no qual performances de cada metade do álbum foram transmitidas ao vivo em Amã, na Jordânia, ao nascer e ao pôr do sol, respectivamente.
O álbum foi gravado de 2018 a meados de 2019 com algumas canções provenientes das sessões de gravação de Viva la Vida or Death and All His Friends (2008) em 2007–2008. Muitos produtores e colaboradores que retornaram se uniram aos esforços da banda, incluindo o "The Dream Team" (Rik Simpson, Dan Green, Bill Rahko), Davide Rossi e Emily Lazar. As especulações sobre a existência do álbum persistiram no período entre o seu lançamento e de sua obra antecessora, à medida que circulavam rumores de que a banda seria descontinuada após o lançamento de A Head Full of Dreams (2015), a promoção de sua turnê mundial subsequente e do documentário sobre seus primeiros 20 anos como banda. Este é o segundo álbum de estúdio a não ser apoiado por uma grande turnê após Ghost Stories (2014).
Everyday Life foi bem recebido por críticos musicais, com a maioria elogiando sua direção experimental do rock alternativo e a mudança para letras carregadas politicamente. O álbum foi elogiado por seus variados estilos musicais, em contraste com as antigas raízes dos álbuns anteriores Parachutes (2000) a Viva la Vida or Death and All His Friends (2008). Alguns ficaram menos entusiasmados com a execução do estilo experimental, citando a falta de consistência temática dos dois lados do álbum. Comercialmente, Everyday Life fez com que Coldplay conquistasse seu oitavo álbum número um na UK Albums Chart (do Reino Unido) e seu sétimo álbum no top 10 na Billboard 200 (dos Estados Unidos). Quatro singles foram lançados para promover o álbum: "Orphans" / "Arabesque" em outubro de 2019, "Everyday Life" em novembro e "Champion of the World" em fevereiro de 2020. Everyday Life foi indicado na categoria de "Álbum do Ano" no Grammy Awards de 2021.

## Divulgação
Em 13 de outubro de 2019, cartazes em preto e branco com a banda provocando o álbum e a data "22 de novembro de 1919" apareceram em várias cidades do mundo, incluindo São Paulo, Berlim, Hong Kong e Sydney. Em 19 de outubro, também foi lançado um teaser em vídeo com o mesmo tema. Dois dias depois, vários fãs começaram a receber cartazes datilografados da banda pelo correio.
| “                                                    | queridos amigos / não sou muito bom em digitar / esperamos que onde quer que você esteja, você esteja bem / nos últimos 100 anos nós estivemos trabalhando em algo chamado Everyday Life / nos classificados você pode escrever ‘álbum duplo à venda, um dono bastante cuidadoso’ / uma metade é chamada de ‘sunrise’ e a outra ‘sunset” / sairá no dia 22 de novembro / é como a gente sente que as coisas mudaram / mandamos muito amor a vocês da hibernação / سلام و حب / chris, jonny, guy e Will Champion, esq. | ” |
| — Coldplay, em uma carta datilografada para seus fãs | |   |

Em 23 de outubro, a lista de faixas foi anunciada pela banda nas seções de publicidade de vários jornais ao redor do mundo. Isso incluiu o North Wales Daily Post, onde o guitarrista Jonny Buckland "já teve um emprego de férias". A edição de 19 de novembro do jornal neozelandês Otago Daily Times apresentou anúncios contendo letras das canções do álbum.

## Recepção da crítica
| Críticas profissionais | Críticas profissionais |
| Pontuações agregadas   | Pontuações agregadas   |
| Fonte                  | Avaliação              |
| ---------------------- | ---------------------- |
| Metacritic             | 73/100                 |
| Avaliações da crítica  |                        |
| Fonte                  | Avaliação              |
| AllMusic               | [ 15 ]                 |
| The A.V. Club          | B−                     |
| The Daily Telegraph    | [ 17 ]                 |
| Entertainment Weekly   | B+                     |
| The Guardian           | [ 19 ]                 |
| The Independent        | [ 20 ]                 |
| NME                    | [ 21 ]                 |
| Pitchfork              | 6.8/10                 |
| Rolling Stone          | [ 23 ]                 |
| The Times              | [ 24 ]                 |

Everyday Life obteve uma recepção positiva dos críticos. No agregador de resenhas Metacritic, o álbum tem uma pontuação média de 73/100, com base em 26 avaliações o que indica "críticas geralmente favoráveis". Ao escrever para o The Daily Telegraph, Neil McCormick aclamou a experimentação do álbum, afirmando que Everyday Life é "orgânico, analógico e brincalhão enquanto o Coldplay mergulha em diferentes gêneros musicais" e destacou ainda o "presente de ouro de Martin para a melodia, de maneira quase simplista com letras diretas e cantos emotivos". Chris DeVille, da Stereogum, considerou que a experimentação e o uso de vários gêneros do álbum funcionou "mais frequentemente do que nunca" e elogiou a exploração "mais sutil" das questões sociais da banda, concluindo que é um "álbum realmente ótimo". Em sua revisão à NME, Charlotte Krol afirmou que o disco "é uma prova de que o Coldplay é mais aventureiro do que costumam ser creditados", apesar de algumas de suas músicas serem "às vezes mais emocionantes na teoria do que na prática".
Outros revisores ficaram menos entusiasmados com a experimentação do álbum. Embora Alexis Petridis, do The Guardian ter considerado a obra como uma "intenção louvável" ele achou que o álbum era "descontroladamente desigual" e criticou a "indefinição lírica" de várias canções que tratam de "questões sociopolíticas", mas elogiou "um par de faixas acústicas com peso emocional genuíno". Na mesma linha de raciocínio, Adam White, do The Independent, descreveu o álbum como uma "tentativa valiosa, e falha, de romper com a tradição" e um "curio fascinante, às vezes brilhante", mas considerou que a banda ainda "tinha muito a descobrir como responder a um mundo que se tornou mais cruel", no entanto, o considerou como um "esforço admirável". Ludovic Hunter-Tilney, do Financial Times, considerou o álbum como "platinante", mas considerou as composições de Martin "mais focadas do que o habitual"; ele também observou a "produção peculiar" do álbum e o equilíbrio de "impulsos contraditórios de se jogar no seguro e correr riscos".

## Lista de faixas
Créditos adaptados da lista de faixas de Everyday Life para o site NME. Créditos da duração das faixas ao site Regards SHOPline.
| Sunrise |                        | |                                                                                                   |         |  |
| N.º     | Título                 | Compositor(es) | Produtor(es)                                                                                      | Duração |  |
| 1.      | "Sunrise"              | Jonny Buckland · Guy Berryman · Will Champion · Chris Martin · Davide Rossi                                                   | Rossi                                                                                             | 2:31    |  |
| 2.      | "Church"               | Buckland · Berryman · Champion · Martin · Amjad Sabri · Rossi · Mikkel Eriksen · Tor Hermansen · Jacob Collier · Norah Shaqur | Rik Simpson · Dan Green · Bill Rahko · Angel Lopez (prod. adic.) · Federico Vindver (prod. adic.) | 3:50    |  |
| 3.      | "Trouble in Town"      | Berryman · Buckland · Champion · Martin                                                                                       | Simpson · Green · Rahko                                                                           | 4:38    |  |
| 4.      | "BrokEn"               | Berryman · Buckland · Champion · Martin                                                                                       | Simpson · Green · Rahko                                                                           | 2:30    |  |
| 5.      | "Daddy"                | Berryman · Buckland · Champion · Martin                                                                                       | Simpson · Green · Rahko                                                                           | 4:58    |  |
| 6.      | "WOTW / POTP"          | Berryman · Buckland · Champion · Martin                                                                                       | Simpson · Green · Rahko                                                                           | 1:17    |  |
| 7.      | "Arabesque"            | Buckland · Berryman · Champion · Martin · Olufela Kuti · Drew Doggard · Paul van Haver                                        | Simpson · Green · Rahko                                                                           | 5:40    |  |
| 8.      | "When I Need a Friend" | Berryman · Buckland · Champion · Martin                                                                                       | Simpson · Green · Rahko · John Metcalfe                                                           | 2:35    |  |

| Sunset         |                         |                                                                                           |                                                                                               |         |  |
| N.º            | Título                  | Compositor(es)                                                                            | Produtor(es)                                                                                  | Duração |  |
| 1.             | "Guns"                  | Berryman · Buckland · Champion · Martin                                                   | Simpson · Green · Rahko                                                                       | 1:55    |  |
| 2.             | "Orphans"               | Berryman · Buckland · Champion · Martin · Moses Martin                                    | Simpson · Green · Rahko · Max Martin (co-prod.) · Lopez (prod. adic.) · Vindver (prod. adic.) | 3:17    |  |
| 3.             | "Èkó"                   | Berryman · Buckland · Champion · Martin                                                   | Simpson · Green · Rahko                                                                       | 2:37    |  |
| 4.             | "Cry Cry Cry"           | Berryman · Buckland · Champion · Martin · Jacob Collier · Bertrand Berns · Jerry Ragovoy  | Simpson · Green · Rahko                                                                       | 2:47    |  |
| 5.             | "Old Friends"           | Berryman · Buckland · Champion · Martin                                                   | Simpson · Green · Rahko                                                                       | 2:27    |  |
| 6.             | "بنی آدم"               | Berryman · Buckland · Champion · Martin · Alice Coltrane · Harcourt Whyte · Saadi Shirazi | Simpson · Green · Rahko                                                                       | 3:14    |  |
| 7.             | "Champion of the World" | Berryman · Buckland · Champion · Martin · Andy Monaghan · Scott Hutchison · Simon Lidell  | Simpson · Green · Rahko · Lopez (prod. adic.) · Vindver (prod. adic.)                         | 4:17    |  |
| 8.             | "Everyday Life"         | Berryman · Buckland · Champion · Martin · John Metcalfe                                   | Simpson · Green · Rahko · Lopez (prod. adic.) · Vindver (prod. adic.)                         | 4:18    |  |
| Duração total: | Duração total:          | Duração total:                                                                            | Duração total:                                                                                | 53:36   |  |

| Everyday Life — faixa bônus da edição japonesa |                       |                                         |                         |         |  |
| N.º                                            | Título                | Compositor(es)                          | Produtor(es)            | Duração |  |
| 9.                                             | "Flags" (faixa bônus) | Berryman · Buckland · Champion · Martin | Simpson · Green · Rahko | 3:36    |  |
| Duração total:                                 | Duração total:        | Duração total:                          | Duração total:          | 57:12   |  |

Notas
- A faixa 6 de Sunset é traduzida para Bani Adam; o nome de um poema do poeta iraniano Saadi Shirazi em persa, que se traduz como "Children of Adam" ou "Let's go, man" como um coloquialismo.[29]

## Desempenho nas tabelas musicais
| Tabela musical (2019)                     | Melhor posição |
| ----------------------------------------- | -------------- |
| Alemanha (Offizielle Deutsche Charts)     | 4              |
| Austrália (ARIA)                          | 1              |
| Áustria (Ö3 Austria Top 40)               | 5              |
| Bélgica (Ultratop Flandres)               | 1              |
| Bélgica (Ultratop Valônia)                | 1              |
| Canadá (Billboard)                        | 3              |
| República Tcheca (ČNS IFPI)               | 4              |
| Dinamarca (Hitlisten)                     | 6              |
| Espanha (Productores de Música de España) | 3              |
| Estados Unidos (Billboard 200)            | 7              |
| Países Baixos (Dutch Charts)              | 1              |
| Finlândia (Suomen virallinen lista)       | 8              |
| França (SNEP)                             | 1              |
| Irlanda (IRMA)                            | 5              |
| Itália (FIMI)                             | 3              |
| Japão (Oricon)                            | 10             |
| Lituânia (AGATA)                          | 5              |
| Nova Zelândia (RMNZ)                      | 2              |
| Noruega (VG-lista)                        | 1              |
| Polónia (ZPAV)                            | 4              |
| Escócia (Official Scottish Albums)        | 1              |
| Suécia (Sverigetopplistan)                | 9              |
| Suíça (Schweizer Hitparade)               | 1              |
| Reino Unido (Official Albums Chart)       | 1              |